# Magnar Fosseide
Magnar Fosseide (* 19. August 1913 in Rindal; † Oktober 1983 in Trondheim) war ein norwegischer Skisportler, der in der Nordischen Kombination und im Skilanglauf aktiv war.

## Werdegang
Fosseide, der für SK Troll startete, erzielte seine größten Erfolge Ende der 1930er Jahre. Im Februar 1938 nahm er an den Nordischen Skiweltmeisterschaften im finnischen Lahti teil, wo er beim Einzelwettkampf der Nordischen Kombinierer den 35. Platz belegte. Für die Staffel wurde er nicht nominiert. Im Skilanglaufwettbewerb über 18 Kilometer im klassischen Stil erreichte der Norweger den 36. Rang.
Bei der Norwegischen Meisterschaft 1938 in Mo i Rana gewann Fosseide den Meistertitel in der Nordischen Kombination sowie die Silbermedaille im Skilanglauf über 17 km.
Seinen größten internationalen Erfolg erreichte er bei den Nordischen Skiweltmeisterschaften 1939 in Zakopane. Dort gewann er in der Kombination die Bronzemedaille hinter dem Deutschen Gustav Berauer und dem Schweden Gustav Adolf Sellin. In der 4 × 10-km-Staffel belegte er gemeinsam mit Olav Odden, Erling Evensen und Olaf Hoffsbakken den vierten Platz. Im Skilanglaufwettbewerb über 18 Kilometer im klassischen Stil verbesserte er sich im Vergleich zum Vorjahr auf den 23. Rang.
Nachdem er seine Karriere beendet hatte, gründete er das Sportgeschäft Magnar Fosseide Sport AS in Trondheim.